# Ōtemachi (métro de Tokyo)
Ōtemachi (大手町駅, Ōtemachi-eki) est une station du métro de Tokyo sur les lignes Marunouchi, Tōzai, Chiyoda, Hanzōmon et Mita dans l'arrondissement de Chiyoda à Tokyo. Elle est exploitée conjointement par le Tokyo Metro et le Bureau des Transports de la Métropole de Tokyo (Toei).

## Situation sur le réseau
Avec cinq lignes, Ōtemachi est la station de métro la plus desservie du réseau. Elle est située :
- au point kilométrique (PK) 16,1 de la ligne Marunouchi,
- au PK 10,7 de la ligne Tōzai,
- au PK 9,4 de la ligne Chiyoda,
- au PK 8,8 de la ligne Hanzōmon,
- et au PK 8,2 de la ligne Mita.

## Histoire
La station a été inaugurée le 20 juillet 1956 sur la ligne Marunouchi. Ōtemachi devient ensuite le terminus provisoire de la ligne Tōzai le 1er octobre 1966 et de la ligne Chiyoda le 20 décembre 1969. La ligne Mita dessert la station depuis le 30 juin 1972, et la ligne Hanzōmon depuis le 26 janvier 1989.

## Services aux voyageurs

### Accès et accueil
La station est ouverte tous les jours.
En moyenne, 313 620 voyageurs ont fréquenté quotidiennement la station en 2015 (partie Tokyo metro).

### Desserte

#### Tokyo Metro
- Ligne Marunouchi :
  - voie 1 : direction Ogikubo
  - voie 2 : direction Ikebukuro
- Ligne Tōzai :
  - voie 3 : direction Nishi-Funabashi (interconnexion avec la ligne Tōyō Rapid pour Tōyō-Katsutadai ou la ligne Chūō-Sōbu pour Tsudanuma)
  - voie 4 : direction Nakano (interconnexion avec la ligne Chūō-Sōbu pour Mitaka)
- Ligne Chiyoda :
  - voie 5 : direction Yoyogi-Uehara (interconnexion avec la ligne Odakyū Odawara pour Hon-Atsugi et Isehara)
  - voie 6 : direction Ayase (interconnexion avec la ligne Jōban pour Toride)
- Ligne Hanzōmon :
  - voie 7 : direction Shibuya (interconnexion avec la ligne Tōkyū Den-en-toshi pour Chūō-Rinkan)
  - voie 8 : direction Oshiage (interconnexion avec la ligne Tōbu Skytree pour Kuki et Minami-Kurihashi)

#### Toei
- Ligne Mita :
  - voie 1 : direction Meguro (interconnexion avec la ligne Tōkyū Meguro pour Hiyoshi)
  - voie 2 : direction Nishi-Takashimadaira

### Intermodalité
La gare de Tokyo est située à proximité et accessible par des couloirs de correspondance.

Plan de la station
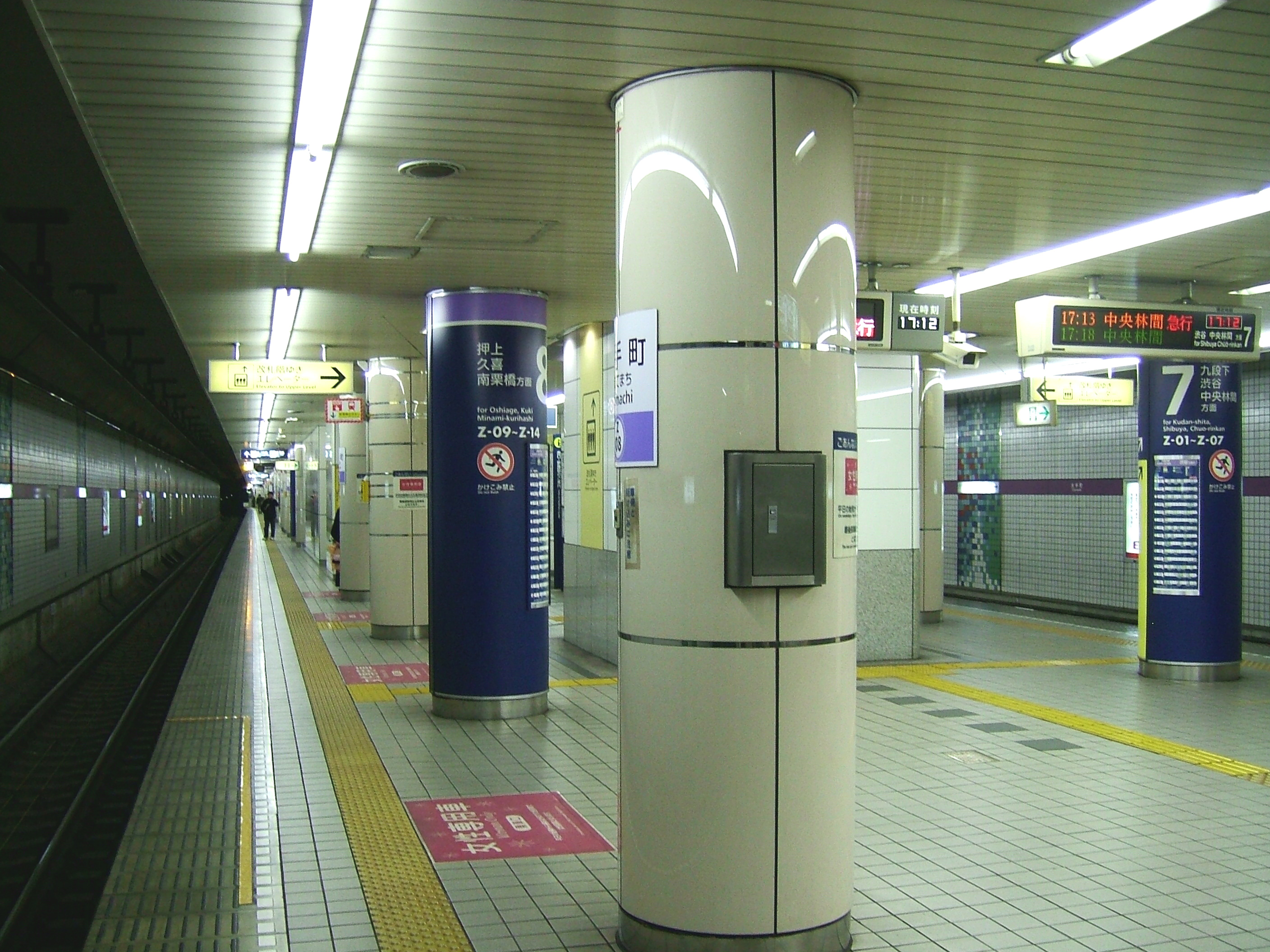
Quais de la ligne Hanzōmon
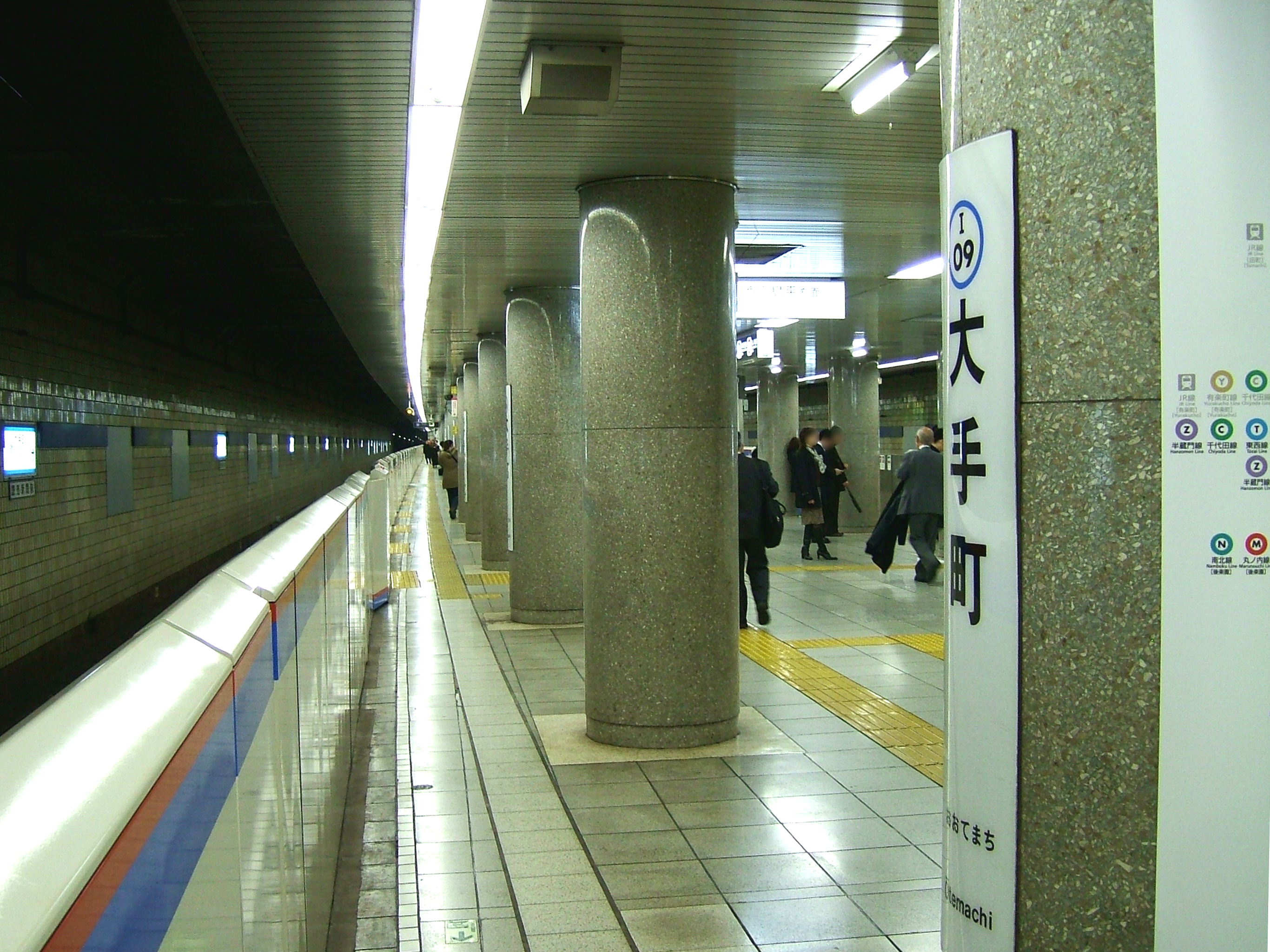
Quais de la ligne Mita
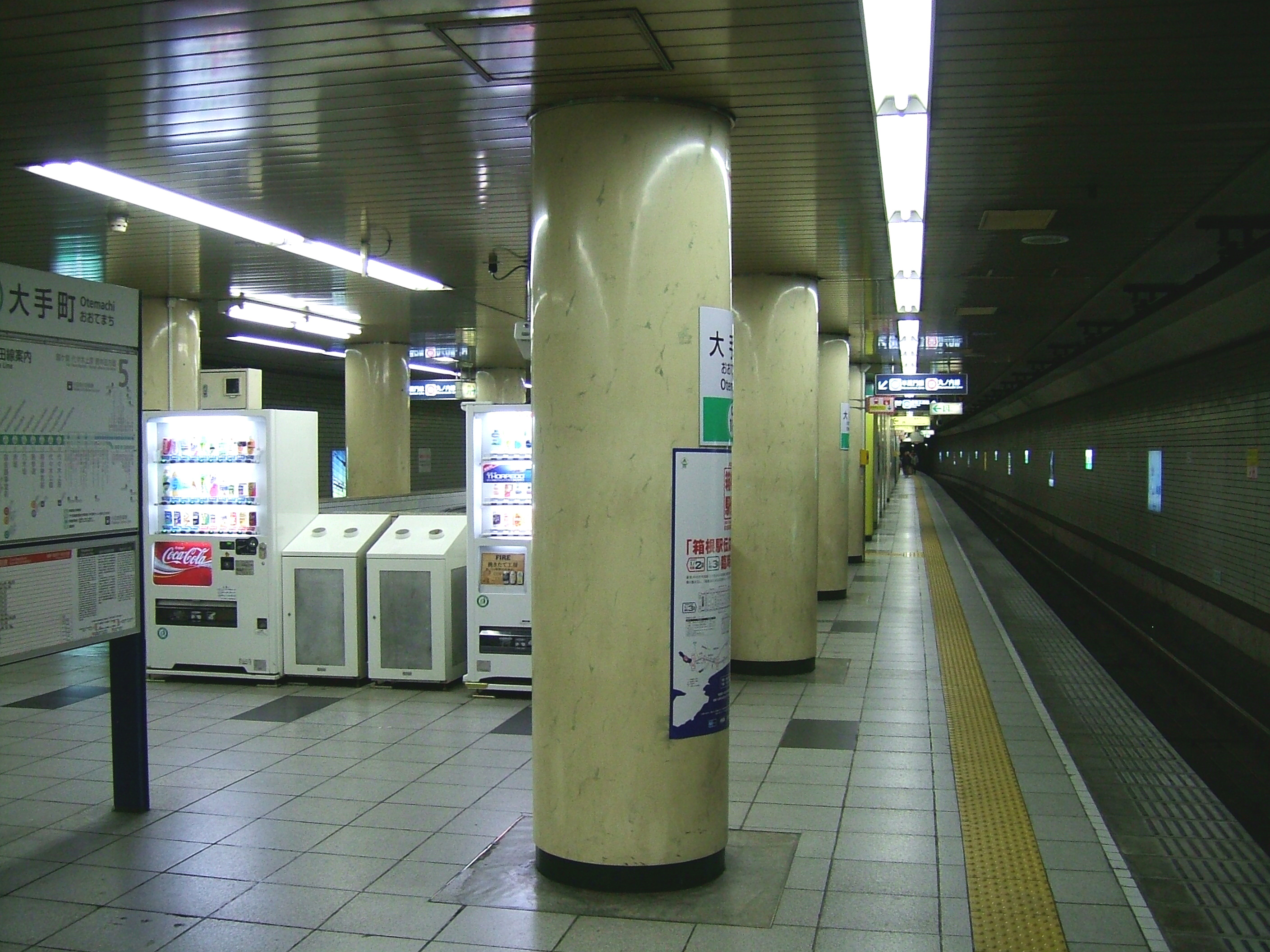
Quais de la ligne Chiyoda

## À proximité
- Ōtemachi